# Maurice Lime
Pour les articles homonymes, voir Lime.
Maurice Kirsch dit Maurice Lime, né le 25 juin 1905 à Montigny-lès-Metz et mort le 19 février 1998 à Ablon-sur-Seine,, est un mécanicien, coopérateur, correcteur, écrivain, militant du Parti communiste, puis du Parti populaire français (parti fasciste et collaborateur), syndicaliste, puis proche des libertaires.

## Biographie
Maurice Kirsch naît à Montigny-lès-Metz, ville qui à l'époque fait partie du Reichsland Elsaß-Lothringen. Après l’école primaire, il entre, en 1919, comme apprenti mécanicien aux aciéries de Rombas.
Après un court passage dans les milieux anarchistes, il adhère, pendant son apprentissage, à la CGTU dont son grand frère, Marcel Kirsch, est permanent. 
Militant combatif, il est licencié en 1923. Sans travail, il s’engage en juin 1923, dans la Marine nationale où il devient quartier-maître mécanicien à bord d’un sous-marin.
Démobilisé en juin 1926, il adhère au Parti communiste. Devenu secrétaire de cellule, il assiste en 1928, au congrès régional du Parti communiste à Clichy-sous-Bois, congrès interrompu par une violente échauffourée avec la police. Grièvement blessé, arrêté et condamné à cent francs d’amende et un an de prison dont il accomplit sept mois.
Ces années sont celles d’un militantisme intense ponctué par des licenciements successifs jusqu’au jour où, en novembre 1931, il entre comme outilleur aux Compteurs de Montrouge, place qu’il quitte en mars 1938, lassé de l’hostilité des membres de la cellule communiste, pour entrer à la coopérative de production l’AOIP.
À partir de 1930, il s’oppose de plus en plus vivement à la ligne du Parti communiste jusqu’à son exclusion en 1936 parce qu’il proteste contre les procès de Moscou.
En octobre 1935, il rencontre André Gide qui dit avoir apprécié son livre et dresse de l'auteur un portrait succinct dans son Journal : « J’étais heureux de pouvoir lui dire tout le bien que je pensais de son livre, lu très attentivement cet été. C’est un garçon tout jeune encore, solide, au visage ouvert et riant, au regard droit. »
En juin 1936, il adhère au Parti populaire français, parti fasciste fondé par Jacques Doriot.
Affecté spécial en 1939, il n'est pas mobilisé. Devenu sociétaire de l’AOIP, il accède au poste de secrétaire du conseil d’administration. Démissionnaire en 1942, il travaille ensuite comme interprète technique dans un entrepôt de pièces automobiles à Paris. Toujours membre du PPF, il tente de rejoindre la Lorraine au moment de la Libération de Paris, puis accompagne les cadres du PPF en fuite vers l’Allemagne où il sert d'interprète.
Après la mort de Doriot, il parvient à passer en Suisse, mais arrêté, puis extradé, il est emprisonné à Fresnes. Comparaissant comme prévenu libre devant la Cour de justice, il est condamné à cinq ans d’indignité nationale.
Il reprend ensuite son métier d’outilleur, puis, après divers emplois, devient correcteur d’imprimerie.
En 1953, il lance un petit périodique de quatre pages, Après l’boulot, « cahiers mensuels de littérature ouvrière ». Il collabore aussi à La Révolution prolétarienne, à Liberté de Louis Lecoin, au journal Le Réfractaire de May Picqueray et à L’Homme libre de Marcel Renoulet.
Toujours militant syndicaliste, ses préoccupations littéraires prennent le pas sur les autres. La plupart de ses romans s’inspirent de sa propre existence. Il donne des essais, dont Marxisme et dialectique (sous le pseudonyme de Victor Kronstadt), une réponse critique au livre Matérialisme dialectique et matérialisme historique écrit par Staline.

## Œuvres
Romans
- 1941 : Cellule 18 14e rayon, Aubier
- 1949 : Les Belles Journées, Bordeaux, Bière
- 1952 : Le Caïd du bord, Julliard
- 1960 : Métro, place des fêtes, Debresse
- 1964 : Le Maire du palais, Debresse

Essais
- 1947 : Marxisme et Dialectique. Réponse à Staline, Siboney
- 1952 : Gide, tel je l'ai connu, Julliard
- 1975 : Les Risques de la sincérité ou la Petite Histoire rejoint la grande, la Pensée universelle

Ouvrages politiques
- 1935 : Pays conquis, Éditions sociales internationales
- 1966 : Les Syndicats américains dans un tournant, les Éditions syndicalistes

Scénarios
- 1936 : La vie est à nous[réf. nécessaire]